# Liste der französischen Botschafter in Österreich

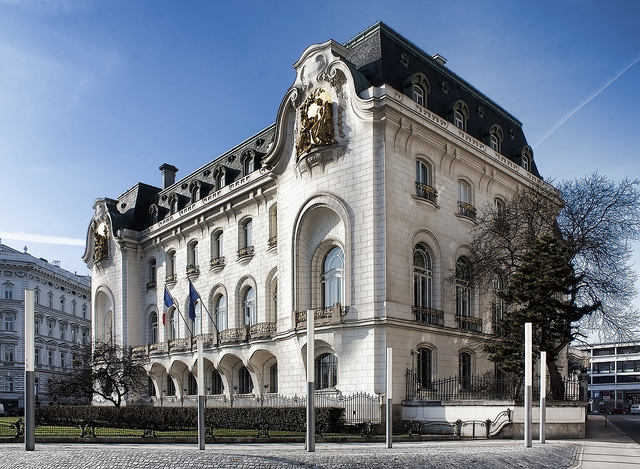
Französische Botschaft in Wien

Dies ist eine Liste der französischen Gesandten und Botschafter in der Habsburgermonarchie bzw. im Kaisertum Österreich und Österreich-Ungarn sowie in der Republik Österreich.
Die französischen Monarchen entsandten Diplomaten zu den römisch-deutschen Kaiser, welche häufig in Personalunion Erzherzog von Österreich waren sowie an die Reichstage.

## Missionschefs
| Ernennung / Akkreditierung | Name                                              | geb.          | gest. | Bemerkungen | ernannt, während der Regierung | akkreditiert, während der Regierung | Posten verlassen |
| -------------------------- | ------------------------------------------------- | ------------- | --- | --- | ------------------------------ | ----------------------------------- | ---------------- |
| 1535                       | Monsieur de Villy                                 |               | | Beim römisch-deutschen Kaiser | Franz I.                       | Karl V.                             |                  |
| Apr. 1540                  | Georges de Selve                                  | 1506          | 1542 | | Franz I.                       | Ferdinand I.                        |                  |
| Apr. 1540                  | Antoine Hellin                                    |               | | Rat am Hof des Parlement bei der Statthalterin der Spanischen Niederlande | Franz I.                       | Margarete von Österreich            |                  |
| Juni 1547                  | Charles I. de Cossé                               |               | | comte de Brissac | Heinrich II.                   | Ferdinand I.                        |                  |
| Apr. 1620                  | Charles de Valois, duc d’Angoulême                | 1573          | 1650 | Duc d’Angoulême | Ludwig XIII.                   | Ferdinand II.                       |                  |
| Apr. 1620                  | Philippe de Béthune                               | 1571          | 1649 | | Ludwig XIII.                   | Ferdinand II.                       |                  |
| Apr. 1620                  | Charles d’Aubespine                               | 1580          | 1653 | [ 1 ] | Ludwig XIII.                   | Ferdinand II.                       |                  |
| 1623                       | de Baugy                                          |               | | | Ludwig XIII.                   | Ferdinand II.                       | 1624             |
| 1624                       | Caspar de Valembourg                              |               | | [ 2 ] | Ludwig XIII.                   | Ferdinand II.                       | 1627             |
| 1627                       | Jean Ceberet                                      |               | | | Ludwig XIII.                   | Ferdinand II.                       | 1633             |
| 1630                       | Charles Chrestien de Gournay                      |               | | | Ludwig XIII.                   | Ferdinand II.                       |                  |
| 13. Sep. 1630              | Charles Brûlart                                   | 1571          | 1649 | Prieur de Léon; begleitet von Armand-Jean du Plessis, duc de Richelieu Vertrautem Père Joseph, schloss im Namen, wenn auch nicht mit der Vollmacht von Ludwig XIII. am 13. Sept. 1630 einen universalen Frieden mit Ferdinand II., der über die Beilegung des Krieges in Oberitalien und die mantanische Erbfolge hinausging. | Ludwig XIII.                   | Ferdinand II.                       |                  |
| 1630                       | François Le Clerc du Tremblay                     | 1577          | 1638 | dit le père Joseph; Freund und Mitarbeiter von Richelieu | Ludwig XIII.                   | Ferdinand II.                       |                  |
| 1633                       | Nicolas de Charbonnières                          |               | | ständiger Resident | Ludwig XIII.                   | Ferdinand II.                       | 1636             |
| 1638                       | Jean de Lonlay                                    |               | | Seigneur de Saint-Georges | Ludwig XIII.                   | Ferdinand III.                      | 1639             |
| 1649                       | François de Lopis de Mondevergue                  |               | | | Ludwig XIV.                    | Ferdinand III.                      | 1650             |
| 1656                       | Robert de Wignacourt                              |               | | Seigneur de Fontaine | Ludwig XIV.                    | Ferdinand III.                      |                  |
| 1656                       | Adolphe-Guillaume de Crosieg                      |               | | | Ludwig XIV.                    | Ferdinand III.                      |                  |
| 1660                       | Charles Colbert de Vandières                      |               | | | Ludwig XIV.                    | Leopold I.                          |                  |
| 1655                       | Gaspar de Teves Tello de Guzman                   |               | | Marques de la Fuente, Graf von Benazuza; gleichzeitig spanischer Botschafter | Ludwig XIV.                    | Leopold I.                          | 1662             |
| 1663                       | Alexandre Cheneval (Chennevas)                    | 1625          | 1686 | Sieur d'Yacourt (Jeucourt), de Tourny; Geschäftsträger | Ludwig XIV.                    | Leopold I.                          | 1664             |
| 1664                       | Jacques Brethel de Grémonville                    | 1625          | 1686 | Sondergesandter | Ludwig XIV.                    | Leopold I.                          |                  |
| 1679                       | Nicolas-Marie de l’Hospital                       | 1620          | | Marquis de Vitry | Ludwig XIV.                    | Leopold I.                          | 1680             |
| 1680                       | François Cadot                                    |               | | Marquis de Sébeville | Ludwig XIV.                    | Leopold I.                          | 1683             |
| 1684                       | Louis de Clermont-Gallerande                      |               | | Comte de Cheverny | Ludwig XIV.                    | Leopold I.                          |                  |
| 1684                       | André de Bétoulat                                 |               | | Comte de La Vauguyon | Ludwig XIV.                    | Leopold I.                          | 1687             |
| Jan. 1687                  | Claude-Louis Hector                               | 1653          | 1734 | Marquis de Villars | Ludwig XIV.                    | Leopold I.                          |                  |
| Dez. 1687                  | Claude-Hugues de Lezay                            |               | | Comte de Lusignan | Ludwig XIV.                    | Leopold I.                          | 1689             |
| 1692                       | Abbé Jean Morel                                   |               | | | Ludwig XIV.                    | Leopold I.                          | 1693             |
| 1692                       | Hugues-Louis de Reding                            |               | | | Ludwig XIV.                    | Leopold I.                          | 1693             |
| 1692                       | Charles de Stainville                             |               | | | Ludwig XIV.                    | Leopold I.                          | 1693             |
| 1692                       | Schaffhause                                       |               | | | Ludwig XIV.                    | Leopold I.                          | 1693             |
| 1697                       | De Linde                                          |               | | Pseudonym d’Imhoff | Ludwig XIV.                    | Leopold I.                          | 1698             |
| 1698                       | Claude-Louis Hector                               | 1653          | 1734 | Marquis de Villars | Ludwig XIV.                    | Leopold I.                          | 1702             |
| Jan. 1715                  | Charles François                                  | 1643          | 1740 | Comte du Luc | Ludwig XV.                     | Karl VI.                            | 1717             |
| 1717                       | Jean-Baptiste Radiguet                            |               | | Abbé du Bourg | Ludwig XV.                     | Karl VI.                            | 1725             |
| 1724                       | Dieudonné Dumat                                   |               | | | Ludwig XV.                     | Karl VI.                            |                  |
| Nov. 1725                  | Louis François Armand de Vignerot du Plessis      | 1696          | 1788 | Duc | Ludwig XV.                     | Karl VI.                            | Mai 1728         |
| 1728                       | François de Bussy                                 | 1699          | 1780 | | Ludwig XV.                     | Karl VI.                            | 1733             |
| 1735                       | Jean-Gabriel de la Porte Dutheil                  |               | | | Ludwig XV.                     | Karl VI.                            | 1737             |
| 12. Okt. 1738              | Gaston Pierre de Lévis                            | 1699          | 1757 | | Ludwig XV.                     | Karl VI.                            | 1749             |
| 1749                       | Louis-Augustin Blondel                            | 1696          | 1791 | | Ludwig XV.                     | Karl VII.                           |                  |
| Sep. 1750                  | Emmanuel marquis de Hautefort                     |               | | | Ludwig XV.                     | Karl VII.                           | Jan. 1753        |
| Sep. 1753                  | Joseph Henri Bouchard d’Esparbès de Lussan        | 1714          | 1788 | Marquis d’Aubeterre | Ludwig XV.                     | Karl VII.                           | Jan. 1757        |
| 1756                       | Louis-Charles Le Tellier                          | 1694          | 1771 | Comte d’Estrée | Ludwig XV.                     | Karl VII.                           |                  |
| Aug. 1757                  | Etienne de Stainville                             | 1719          | 1785 | Duc de Choiseul | Ludwig XV.                     | Karl VII.                           | Okt. 1758        |
| 1758                       | César Gabriel de Choiseul                         | 1712          | 1785 | Duc de Praslin | Ludwig XV.                     | Karl VII.                           | 1761             |
| 1761                       | Louis Marie Florent du Châtelet                   |               | | Comte du Châtelet | Ludwig XV.                     | Karl VII.                           | 1766             |
| 3. Feb. 1767               | Emeric Joseph Jacques Civrac                      | 19. März 1716 | 8. Apr. 1787                                                                                             | Marquis de Durfort | Ludwig XV.                     | Joseph II.                          | Mai 1770         |
| 1770                       | Louis Auguste Le Tonnelier                        | 1733          | 1807 | Baron de Breteuil | Ludwig XV.                     | Joseph II.                          |                  |
| 1770                       | Durand d’Aubigny                                  | 1707          | 1776 | | Ludwig XV.                     | Joseph II.                          | 1771             |
| Juli 1771                  | Louis René Edouard de Rohan-Guéméné               | 1734          | 1813 | Cardinal prince | Ludwig XV.                     | Joseph II.                          | Juli 1774        |
| Juli 1774                  | Abbé Georgel                                      | 1731          | 1813 | Abbé | Ludwig XVI.                    | Joseph II.                          | Dez. 1774        |
| Dez. 1774                  | Louis Auguste Le Tonnelier                        | 1733          | 1807 | Baron de Breteuil | Ludwig XVI.                    | Joseph II.                          | Jan. 1783        |
| Okt. 1783                  | Emmanuel Marie-Louis marquis de Noailles          | 1743          | 1822 | Marquis de Noailles | Ludwig XVI.                    | Joseph II.                          | 1792             |
| Apr. 1791                  | Baron Louis-Dominique Louis, dit l’abbé Louis     | 1755          | 1837 | Baron, dit l’abbé Louis | Ludwig XVI.                    | Leopold II.                         |                  |
| Jan. 1798                  | Général Jean-Baptiste-Jules Bernadotte            | 1763          | 1844 | | Direktorium                    | Franz II.                           | Mai 1798         |
| Aug. 1800                  | Géraud Christophe Michel Duroc                    | 1772          | 1813 | | Napoleon Bonaparte             | Franz II.                           | Juli 1801        |
| Juli 1801                  | Jean-Baptiste Nompère de Champagny                | 1756          | 1834 | Duc de Cadore | Napoleon Bonaparte             | Franz II.                           | Aug. 1804        |
| 1805                       | Ignace comte de Giullay                           | 1765          | | | Napoleon Bonaparte             | Franz II.                           |                  |
| 23. Jan. 1805              | Alexandre François comte de la Rochefoucauld      | 1767          | 1841 | Comte de la Rochefoucauld | Napoleon Bonaparte             | Franz II.                           | Nov. 1806        |
| Nov. 1806                  | Général Antoine-François comte Andréossy          | 1761          | 1828 | Comte Andréossy | Napoleon Bonaparte             | Franz II.                           | 1809             |
| Jan. 1810                  | Louis-Guillaume Otto                              | 1754          | 1817 | Comte de Mosloy | Napoleon Bonaparte             | Franz II.                           | März 1813        |
| Feb. 1810                  | Maréchal Alexandre Berthier                       | 1753          | 1815 | | Napoleon Bonaparte             | Franz II.                           | März 1810        |
| März 1813                  | Louis comte de Narbonne                           | 1755          | 1814 | Comte de Narbonne | Napoleon Bonaparte             | Franz II.                           | 1814             |
| Sep. 1814                  | Charles Maurice de Talleyrand-Périgord            | 1754          | 1838 | Prince de Bénévent | Ludwig XVIII.                  | Franz II.                           | Juni 1815        |
| März 1816                  | Victor Louis Charles de Riquet                    | 24. Dez. 1762 | 25. Dez. 1839                                                                                            | Duc de Caraman | Ludwig XVIII.                  | Franz II.                           | Mai 1828         |
| Mai 1828                   | Adrien de Montmorency-Laval                       | 1767          | 1837 | Duc de Laval | Karl X.                        | Franz II.                           | Okt. 1829        |
| Okt. 1829                  | Comte de Rayneval                                 | 1778          | 1836 | Comte de Rayneval | Karl X.                        | Franz II.                           | Juli 1830        |
| Aug. 1830                  | Général Belliard                                  | 1769          | 1832 | | Louis-Philippe I.              | Franz II.                           |                  |
| Sep. 1830                  | Maréchal Maison                                   | 1771          | 1840 | | Louis-Philippe I.              | Franz II.                           | Dez. 1832        |
| Dez. 1832                  | Louis-Clair Beaupoil de Sainte-Aulaire            | 1778          | 1854 | Comte | Louis-Philippe I.              | Franz II.                           | Sep. 1841        |
| Sep. 1841                  | Comte de Flahault de la Billarderie               | 1785          | 1871 | Comte | Louis-Philippe I.              | Ferdinand I.                        | Sep. 1848        |
| Sep. 1848                  | Pascal Duprat                                     | 1816          | 1885 | | Louis-Philippe I.              | Franz Joseph I.                     | Apr. 1849        |
| Apr. 1849                  | Edouard de Lacour                                 | 1805          | 1873 | | Zweite Französische Republik   | Franz Joseph I.                     | Sep. 1849        |
| Sep. 1849                  | Gustave de Beaumont                               |               | | | Zweite Französische Republik   | Franz Joseph I.                     | Dez. 1849        |
| Dez. 1849                  | Edouard de Lacour                                 |               | | | Zweite Französische Republik   | Franz Joseph I.                     | Feb. 1853        |
| Feb. 1853                  | François-Adolphe de Bourqueney                    | 1799          | 1869 | Baron de Bourqueney | Napoléon III.                  | Franz Joseph I.                     | Mai 1856         |
| Mai 1856                   | François-Adolphe de Bourqueney                    |               | | Baron de Bourqueney | Napoléon III.                  | Franz Joseph I.                     | Nov. 1859        |
| Nov. 1859                  | Marquis Lionel de Moustier                        | 1817          | 5. Feb. 1869                                                                                             | | Napoléon III.                  | Franz Joseph I.                     | Aug. 1861        |
| Aug. 1861                  | Agénor de Gramont                                 | 1819          | 1871 | Duc | Napoléon III.                  | Franz Joseph I.                     | Juli 1870        |
| Juli 1870                  | Prince de La Tour d’Auvergne                      | 1823          | 1871 | Prince | Napoléon III.                  | Franz Joseph I.                     | Aug. 1870        |
| Aug. 1870                  | Michel Pierre Antoine Laurent Agar de Mosbourg    |               | | Comte de Mosbourg | Napoléon III.                  | Franz Joseph I.                     | März 1871        |
| März 1871                  | Gaston de Banneville                              | 1818          | 1881 | Marquis | Adolphe Thiers                 | Franz Joseph I.                     | Sep. 1873        |
| Sep. 1873                  | Bernard d’Harcourt                                | 1821          | 1912 | Marquis | Patrice de Mac-Mahon           | Franz Joseph I.                     | Mai 1875         |
| Mai 1875                   | Melchior de Vogüé                                 | 1829          | 1916 | Comte | Patrice de Mac-Mahon           | Franz Joseph I.                     | Feb. 1879        |
| Feb. 1879                  | Pierre-Edouard Teisserenc de Bort                 | 1814          | | | Jules Grévy                    | Franz Joseph I.                     | Apr. 1880        |
| Apr. 1880                  | Comte Duchâtel                                    | 1838          | 1895 | Comte | Jules Grévy                    | Franz Joseph I.                     | Aug. 1883        |
| Aug. 1883                  | Comte Foucher de Careil                           | 1825          | 1891 | Comte | Jules Grévy                    | Franz Joseph I.                     | Juli 1886        |
| Juli 1886                  | Albert Decrais                                    | 1838          | 1895 | | Jules Grévy                    | Franz Joseph I.                     | Nov. 1893        |
| Nov. 1893                  | Henri-Auguste Lozé                                | 1850          | 1915 | | Marie François Sadi Carnot     | Franz Joseph I.                     | Okt. 1897        |
| Okt. 1897                  | Marquis Jacques Frédéric de Reverseaux de Rouvray | 1845          | 1916 | Marquis | Félix Faure                    | Franz Joseph I.                     | Jan. 1907        |
| Jan. 1907                  | Philippe Crozier                                  | 1857          | 1944 | | Armand Fallières               | Franz Joseph I.                     | Mai 1912         |
| Mai 1912                   | Alfred Chilhaud Dumaine                           | 1852          | 1930 | | Armand Fallières               | Franz Joseph I.                     | Aug. 1914        |
| Apr. 1919                  | Henri Allizé                                      | 1860          | 1930 | | Raymond Poincaré               | Karl Renner                         | Feb. 1920        |
| Feb. 1920                  | Pierre Lefèvre-Pontalis                           | 1864          | 1938 | | Paul Deschanel                 | Michael Mayr                        | Aug. 1920        |
| Aug. 1920                  | Pierre Lefèvre-Pontalis                           | 1864          | 1938 | | Paul Deschanel                 | Michael Mayr                        | Okt. 1924        |
| Okt. 1924                  | Maurice Delarüe Caron de Beaumarchais             | 1872          | | | Gaston Doumergue               | Rudolf Ramek                        | Dez. 1926        |
| Dez. 1926                  | Charles de Chambrun                               | 1875          | | | Gaston Doumergue               | Ignaz Seipel                        | Apr. 1928        |
| Apr. 1928                  | Comte Clauzel                                     |               | | Comte | Gaston Doumergue               | Ignaz Seipel                        | Apr. 1933        |
| Apr. 1933                  | Gabriel Puaux                                     | 1883          | 1970 | | Albert Lebrun                  | Engelbert Dollfuß                   | März 1938        |
| März 1938                  | Jean Chauvel                                      | 1897          | 1979 | | Albert Lebrun                  | Arthur Seyß-Inquart                 | Okt. 1938        |
| Okt. 1938                  | Jacques Chartier                                  | 1892          | | | Albert Lebrun                  | Arthur Seyß-Inquart                 | Dez. 1938        |
| Dez. 1945                  | Gabriel Padovani                                  |               | | | Charles de Gaulle              | Arthur Seyß-Inquart                 | Juni 1946        |
| Juli 1946                  | Louis de Monicault                                | 1895          | 1965 | | Félix Gouin                    | Leopold Figl                        | Aug. 1946        |
| Aug. 1946                  | Louis de Monicault                                | 1895          | 1965 | | Félix Gouin                    | Leopold Figl                        | Okt. 1950        |
| Okt. 1950                  | Jean Payart                                       | 1892          | 1969 | | Vincent Auriol                 | Leopold Figl                        | Dez. 1951        |
| Dez. 1951                  | Jean Payart                                       | 1892          | 1969 | | Vincent Auriol                 | Leopold Figl                        | Jan. 1955        |
| Jan. 1955                  | Jean Chauvel                                      | 1897          | 1979 | | René Coty                      | Julius Raab                         | Juni 1955        |
| Juni 1955                  | François Seydoux de Clausonne                     | 1905          | 1981 | | René Coty                      | Julius Raab                         | Sep. 1958        |
| Sep. 1958                  | Etienne de Crouy-Chanel                           | 1905          | 1990 | | René Coty                      | Julius Raab                         | Juli 1961        |
| Juli 1961                  | René Brouillet                                    | 1909          | 1992 | | Charles de Gaulle              | Alfons Gorbach                      | Dez. 1963        |
| Dez. 1963                  | Louis Roché                                       | 1903          | 1989 | | Charles de Gaulle              | Alfons Gorbach                      | Dez. 1968        |
| Dez. 1968                  | François Leduc                                    | 1912          | 1992 | | Charles de Gaulle              | Josef Klaus                         | Nov. 1973        |
| Nov. 1973                  | Augustin Jordan                                   | 1910          | | | Georges Pompidou               | Bruno Kreisky                       | Nov. 1975        |
| Nov. 1975                  | Georges Gaucher                                   | 1920          | | | Valéry Giscard d’Estaing       | Bruno Kreisky                       | Aug. 1978        |
| Aug. 1978                  | Jacques Schricke                                  | 1920          | 1985 | | Valéry Giscard d’Estaing       | Bruno Kreisky                       | Mai 1981         |
| Mai 1981                   | Raymond Bressier                                  | 1919          | 1987 | | François Mitterrand            | Bruno Kreisky                       | Mai 1983         |
| 1985                       | Jean Audibert                                     | 1927          | | | François Mitterrand            | Fred Sinowatz                       | Apr. 1985        |
| Apr. 1985                  | François-Régis Bastide                            | 1926          | | | François Mitterrand            | Fred Sinowatz                       | Dez. 1988        |
| Dez. 1988                  | Jean-François Noiville                            | 1927          | | | François Mitterrand            | Fred Sinowatz                       | Juni 1991        |
| Juni 1991                  | André Lewin                                       | 1934          | | | François Mitterrand            | Franz Vranitzky                     | 2. Apr. 1996     |
| 2. Apr. 1996               | Madame de Hartingh                                |               | | | Jacques Chirac                 | Franz Vranitzky                     | 28. Nov. 1997    |
| 28. Nov. 1998              | Jean Cadet                                        | 1942          | | | Jacques Chirac                 | Viktor Klima                        |                  |
| 2000                       | Alain Catta                                       | 1947          | | | Jacques Chirac                 | Wolfgang Schüssel                   | 13. Jan. 2005    |
| 13. Jan. 2005              | Pierre Viaux                                      | 1945          | | | Jacques Chirac                 | Wolfgang Schüssel                   | Sep. 2008        |
| Okt. 2008                  | Philippe Carré                                    | 1954          | | | Nicolas Sarkozy                | Werner Faymann                      | 2012             |
| 2012                       | Stéphane Gompertz                                 | 1949          | | | François Hollande              | Werner Faymann                      | 2017             |
| 2017                       | Pascal Teixeira da Silva                          | 1957          | | | Emmanuel Macron                | Christian Kern                      | 2017             |
| 2017                       | François Saint-Paul                               | 1958          | | | Emmanuel Macron                | Sebastian Kurz                      | 2020             |
| 2020                       | Gilles Pécout                                     | 1961          | anschließend Direktor der französischen Nationalbibliothek                                               | | Emmanuel Macron                | Sebastian Kurz                      | 2024             |
| 2024                       | Frédéric Joureau                                  | 11. März 2025 | Chargé d'affaires ad interim, zuvor unter anderem französischer Generalkonsul in Saarbrücken und Hamburg | | Emmanuel Macron                | Karl Nehammer                       | 11. März 2025    |

Quellen: